# Sukahurip (Pangatikan)
Sukahurip is een bestuurslaag in het regentschap Garut van de provincie West-Java, Indonesië. Sukahurip telt 6206 inwoners (volkstelling 2010).